# 尚古集成館
尚古集成館（しょうこしゅうせいかん）は、鹿児島県鹿児島市吉野町にある博物館。幕末の島津斉彬による集成館事業を顕彰するために設立。世界遺産に登録されている。

## 概要
薩摩藩第28代当主島津斉彬によって始められた集成館が1915年（大正4年）に廃止された後、機械工場の建物を活用する形で1923年（大正12年）5月22日に設立した。
現在は島津興業によって運営され、島津家に関する史料や薩摩切子、薩摩焼などを展示する。本館は1865年に建てられたもので、国の重要文化財である。仙巌園に隣接する。
日本で初めてアーチを採用した石造洋風建築物。
1958年（昭和33年）には昭和天皇、香淳皇后の行幸啓があり、会長であった島津忠重が展示資料の説明を行った。
1959年（昭和34年）に「集成館」として鹿児島紡績所とともに国の史跡に指定され、1962年（昭和37年）に現存する尚古集成館は異人館とともに国の重要文化財に指定された。
2015年に「明治日本の産業革命遺産 製鉄・製鋼、造船、石炭産業」を構成する「旧集成館」の機械工場として世界文化遺産に登録された。

## 沿革
- 1865年　機械工場として集成館が竣工。
- 1959年2月25日　敷地が国の史跡に指定される（「史跡 旧集成館」）。
- 1962年6月21日　建物が重要文化財に指定される（「重要文化財 旧集成館機械工場」）。
- 1990年3月29日　別館が開館。
- 2005年10月8日　尚古集成館本館を改修し、新装開館。

## 展示室

### 本館
大きく3つの展示ブロックに分け、反射炉の模型など、集成館事業に関わるものを常設展示する。

### 別館
企画展示を主に行っている。

## 重要文化財
（株式会社島津興業所有）
- 集成館機械工場（1962年指定）
- 文禄三年島津氏分国太閤検地尺 石田三成署判（1980年指定）
- 木村嘉平関係資料（1998年指定）
  - 活字類 8,283点
  - 印刷器具類 52点
  - 蘭文英文典 1冊
- 銀板写真（島津斉彬像）（1999年指定）
- 形削盤（1863年オランダ製）（2000年指定）
- 犬追物関係資料（島津家伝来） 665点 - 2017年度指定[4][5]。
  - 典籍・文書類 610点
  - 装束・弓馬具類 44点
  - 写真ガラス原板 11点

以下の重要文化財は鶴嶺神社所有品
- 太刀 銘備前国住雲次（1927年指定）
- 赤糸威大鎧（兜、大袖、杏葉付）（1964年指定）